# Altencelle
Altencelle est un quartier de la commune allemande de Celle, dans l'arrondissement de Celle, Land de Basse-Saxe.

## Géographie
Altencelle se trouve au sud-est du centre-ville à l'ouest de l'Aller et à l'est de la Fuhse.

## Histoire
Au Föscherberg, dans le hameau, se trouvent des tumulus datant de l'âge du bronze qui indiquent un établissement humain.
Le nom de la ville actuelle, Altencelle, indique qu'il s'agit de la ville originelle de Celle (privilège urbain depuis 1249), la "vieille Celle". Le lieu est mentionné pour la première fois en 986 sous le nom de "Kellu" (colonie sur la rivière). Il y avait un château-fort des Brunonides avec un rempart circulaire. Le château d'Altencelle a brûlé avant 1290.
Le duc Othon II de Brunswick-Lunebourg délaisse Altencelle en 1292 et fonde la "nouvelle" Celle à environ 3 kilomètres au nord-ouest avec un château déjà existant.
Le 1er janvier 1973, Altencelle intègre Celle.